# Bredskärssund övre
Bredskärssund övre är en fyrplats på Obbolaön utanför inloppet till Ume älv i västra Kvarken. Den består av en rund plastkur på ett betongfundament, där det tidigare stått ett fyrhus. Fyren står i enslinje med Bredskärssund nedre.
Innan det byggdes fyrar på Obbolasidan av Bredskärssund hade man 1870 för sjöfarten satt upp två lyktor som fungerade som ensfyrar på andra sidan sundet, på Bredskär, där det fanns en lotsplats. Lyktorna underhölls på bestämda tider av lotsarna som fick ersättning för detta av de fartygschefer som passerade Bredskär nattetid. År 1876 sattes det istället upp två lyktor på befintliga stenkummel. Dessa lyktor underhölls av Lotsverket.
År 1877 ersattes lyktorna på Bredskär med två ensfyrar på andra sidan Bredskärssund, på Obbolaön. Bredskärssund övre byggdes 225 meter från Bredskärssund nedre, som placerades nära stranden. De båda fyrarna är ens i 000 grad. Bredskärssund övre byggdes som ett trähus med en fotogenlampa på ena hörnet, med spegel för sideralsken. Huset ritades av G. E. Höjer. Åren 1894–1895 byggdes båda fyrarna om. Bredskärssund övre blev då en fyrbyggnad av trä med vaktrum samt en fyrapparat bestående av en fotogenlampa med parabolisk reflektor. Ritningar till båda fyrarna gjordes av fyringenjör Albert Lundberg. År 1912 sattes det upp AGA-apparater i båda fyrarna med linser av fjärde ordningen. Därefter drogs fyrbevakningen in. År 1955 fick fyrarna elektriskt ljus med AGA-ljus som reserv.
År 1980 revs fyrhuset och ersattes med en rund, vit plastkur på det gamla betongfundamentet. Idag är fyren försedd med solceller och batteri.